# Pentaclorobenzene
Il pentaclorobenzene è un alogenuro arilico pentasostituito di formula C6HCl5. Appare come un solido cristallino incolore-biancastro con habitus aciculare, praticamente insolubile in acqua ed etanolo, poco in dietiletere ma solubile in benzene, cloroformio e disolfuro di carbonio. Caduto in disuso anche come reagente nelle sintesi industriali, in passato veniva utilizzato come lubrificante e come fluido dielettrico in miscela con altre sostanze.